# Ermanno Caldera
Ermanno Caldera, (Turín, 16 de julio de 1923 - 23 de febrero de 2004), hispanista italiano.
Licenciado en Letras por la Universidad de Turín en 1948; entre 1950 y 1973 fue profesor y luego director de Instituto. En 1965, libero docente en Lengua y Literatura española; de 1966 a 1975 fue encargado de Lengua y Literatura Española en la Universidad de Génova; entre 1970 y 1974, en la de Turín. De 1975 a 1993 fue catedrático de Lengua y Literatura Española en la Universidad de Génova y profesor emérito entre 1993 y 1995; se jubiló este último año. Fundó y dirigió el Centro Internacional de Estudios sobre el Romanticismo Hispánico y presidió la Asociación de Hispanistas Italianos. Fue director del departamento de Lenguas y Literaturas Extranjeras en la Facultad de Magisterio de la Universidad de Génova y presidente del Curso de Licenciatura en Lenguas y Literaturas Extranjeras de la misma Facultad. Organizó siete Congresos sobre el romanticismo hispánico y el Congreso sobre teatro de magia y santos en Valladolid, y editó varios volúmenes misceláneos. Dirigió la colección Tramoya de teatro. Si bien ha escrito estudios y ensayos sobre todos los periodos históricos de la literatura española (Cantar de mío Cid, teatro de Buero Vallejo) está especializado en literatura decimonónica española, Romanticismo y, más concretamente, el teatro de ese periodo. Entre sus obras destacan Il teatro di Moreto (Pisa, Goliardica, 1960), Primi manifesti del romanticismo spagnolo (Pisa, Istituto di Letteratura Spagnola, 1962), Il dramma romántico in Spagna (Pisa, Università, 1974), La commedia romántica in Spagna (Pisa, Giardini, 1978), El teatro en el siglo XIX (1808-1844); ha editado el Don Álvaro o La fuerza del sino del Duque de Rivas. Se le debe también gran número de artículos sobre autores románticos: Duque de Rivas, Francisco Martínez de la Rosa, José Zorrilla, Manuel Bretón de los Herreros, Fernán Caballero y Ramón Mesonero Romanos.